# Sezgin Burak
Sezgin Burak (15. května 1935 Adapazar – 4. října 1978 Istanbul) byl turecký malíř, ilustrátor a kreslíř komiksových příběhů.

## Život
Narodil se 15. května 1935 v Adapazarı v Turecku Kerimovi a Fatmě Burakovým jako čtvrtý z šesti dětí. Měl sourozence jménem Aytekin, İlhan, Aslan, Soner a Ersin Burak. Již během studia na základní škole začal svými kresbami přispívat do tureckého dětského periodika s názvem „Doğan Kardeş“. Profesionální tvorbě se začal věnovat v roce 1952 po přijetí na Akademii múzických umění v Istanbulu. V průběhu studia přispíval svými výtvarnými díly do různých, v té době v Turecku vycházejících, časopisů a novin. V roce 1957, kdy ukončil studium, se mu dostala příležitost ilustrovat knihu Fakira Baykurta s názvem “Yılanların Öcü“ (česky „Pomsta hadů“), která vyhrála literární ocenění Yunuse Nadiho (zakladatel tureckých novin Cumhuriyet).
V průběhu roku 1958 již pravidelně přispíval svými komiksy a kresbami do tureckých novin Cumhuriyet, navrhoval divadelní dekorace různým divadlům a ilustroval román Yaşara Kemala s názvem „Alageyik”. Pro turecké časopisy Hayat a Ses ilustroval romány a příběhy, také navrhoval obaly knih a reklamy.
V roce 1964 vytvořil sérii vtipného novinového komiksu pod názvem „Bizimkiler“ (česky “Naši”), která byla publikována v tureckém deníku Hürriyet. Po smrti Sezgina Buraka pokračoval v kresbě této série jeho bratr, ilustrátor a kreslíř Ersin Burak. Podle tohoto komiksu byl v roce 1972 natočen film Hüdaverdi – Pırtık.
V Itálii roku 1965 vytvořil postavu „El Cougar.“ V roce 1966 získal v Miláně dvě první místa v soutěži o Evropskou cenu za reklamu.
Během svého působení v Miláně vytvořil v roce 1966 první komiksové příběhy hrdiny Tarkana. Tato komiksová dobrodružství začala od roku 1967 pravidelně vycházet v tureckém deníku Hürriyet. Postava Tarkana se díky své popularitě dočkala nejen mnohaletých pokračování, ale také filmového zpracování.
V průběhu let 1968 až 1970 ilustroval romány spisovatele Yaşara Kemala s názvem „Ince Memed” (vydáno v češtině pod názvem „Zbojník“, překlad Helena Turková) a „Ağrı Dağı Efsanesi“ (česky: Legenda Araratu).
V roce 1976 vytvořil komiksový román s názvem Çoban Çantası.
Kromě ilustrátorství a komiksových kreseb vytvořil nespočet různých akrylových a olejových maleb. V roce 1978 ve věku 43 let spáchal sebevraždu.